# 25088 Йосімура
25088 Йосімура (25088 Yoshimura) — астероїд головного поясу, відкритий 14 вересня 1998 року.
Тіссеранів параметр щодо Юпітера — 3,411.
Названо на честь Йосімури (яп. よしむら(吉村) йосімура).